# 米子平野
米子平野（よなごへいや）とは、鳥取県米子市を占める平野である。

## 地形
- 米子平野は、中国山地の三国山に源を発する日野川によって形成された沖積平野である。
- 日野川の河口には、皆生海岸が形成される。
- 平野の北西部には、弓ヶ浜半島が広がる。

## 歴史
- 平野の一部である弓ヶ浜半島は、『出雲国風土記』に出てくる国引き神話において、島根半島を引寄せる綱の内の一つである。

## 気候
- 日本海側気候であり、夏季はフェーン現象により好天・高温となり、冬季には降雨・降雪が多くどんよりとしている。